# أديب النحوي
أديب النحوي (1920 - 1998)، هو قاص روائي أديب ووزير سوري. ولد في مدينة حلب عام 1920، ودرس القانون في جامعة دمشق، والتحق بالسربون في باريس في مطلع الخمسينيات لمتابعة التخصص، إلا أن السلطات الفرنسية لاحقته لنشاطه في تأييد ثورة التحرير الجزائرية، فاضطر إلى قطع الدراسة والهرب إلى سورية، حيث صار من أقطاب المعارضة في البرلمان خلال الوحدة مع مصر، ثم حين حدث الانفصال قاد حركة المقاومة ضده في حلب، وحكم عليه غيابيا بالإعدام. ولما سقط الانفصال وتولى الرئيس حافظ الأسد الحكم اختاره وزيراً للعدل، وظل في هذا المنصب قرابة أحد عشر عاماً. تفرغ بعدها للكتابة.
وللنحوي 13 رواية ومجموعة قصصية تميزت بغلبة الطابع السياسي عليها، وحملت أولى مجموعاته التي صدرت عام 1948م عنوان «من دم القلب» ومن مجموعاته الأولى «كأس ومصباح». ومن أبرز أعماله: «حتى يبقى العشب أخضر»، وآخر ما أصدره مجموعته القصصية «كلمة ذوي الشهيد» التي صدرت عن دار طلاس في دمشق عام 1993م.

## من مؤلفاته
- كأس ومصباح (قصص 1948).
- من دم القلب (قصص 1949).
- حتى يبقى العشب أخضر (قصص 1965).
- جو مبي (رواية 1966).
- حكايات للحزن (قصص 1967).
- عرس فلسطيني (رواية 1970).
- قد يكون الحب (قصص 1972).
- تاج اللؤلؤ (رواية 1980).
- سلام على الغائبين (رواية 1981).
- مقصد العاصي (قصص 1982).
- متى يعود المطر (رواية 1960).
- سلاح الأعزل (قصص 1985).
- كلمة ذوي الشهيد (قصص 1994).
- آخر في شبه لهم (رواية 1991).